# Csiby Lőrinc
Ditrói Csiby Lőrinc (Ditró, 1849. augusztus 6. – Selmecbánya, 1903. március 23.) erdőmérnök, főiskolai tanár.

## Életpályája
Középiskoláit Csíksomlyón, Marosvásárhelyen, Székelyudvarhelyen végezte el. 1870–1873 között erdészetet tanult Selmecbányán. 1874-ben állami szolgálatba lépett a Besztercebányai Királyi Jószágigazgatóságnál. 1878-ban Pozsonyban volt erdőbecslő. 1881-ben erdőfelügyelőként dolgozott a horvát-szlavon végvidéki erdők becslésénél, majd erdőrendező is volt. 1883-ban Lugoson, 1887-ben Orsován erdőrendezőként tevékenykedett. 1892–1895 között a besztercebányai erdőigazgatóság erdőrendező főnöke volt erdőmesteri címmel. 1895–1903 között a selmecbányai erdészeti akadémián az erdőhasználati tanszék tanára, majd vezetője volt Szécsi Zsigmond halála után. 1896-ban az erdészeti államvizsga bizottság tagja lett. 1897-ben akadémiai tanár és erdőtanácsos lett. 
Tanulmányai jelentek meg az Erdészeti Lapokban. Találmányai közül ismertté vált az egyetemes felrakó műszer, az összeadó gép és az új felrakó mérőműszer.
1903. március 23-án hunyt el; sírja a Piargi kapuhoz közeli Úritemetőben látható.

## Művei
- A sark-térmérő (polar planiméter) elméleti és gyakorlati alkalmazása (1883)
- Új összeadó készülék (1884)
- Delejtű nélküli szögrakók és új egyetemes felrakó-mérőműszer (1895)
- A keretfűrészek erőszükséglete és munkaeredménye (1896)
- A vízfogó gátak vastagságának elmélete és viszonylagos anyagszükséglete (1899)